# Наири (кинотеатр)
Кинотеатр «Наири» (арм. Նաիրի կինոթատրոն) — бывший кинотеатр в Ереване, расположенный на пересечении Проспекта Месропа Маштоца с улицей Исаакяна в центральном районе Кентрон. Здание жилого дома и кинотеатра построено по проекту архитектора Геворга Таманяна в 1952-1954 годах, является памятником архитектуры сталинского неоклассицизма. Кинотеатр, непрерывно существующий с 1920 года, перенесли в текущее здание в 1954 году.

## История кинотеатра
Открытый в 1920 году, кинотеатр «Наири» является самым старым кинотеатром в Ереване. Оригинальное здание было расположено на улице Амиряна до 1950-х годов, когда кинотеатр был перенесён в нынешнее здание на Проспекте Месропа Маштоца. Первый в истории армянский советский фильм «Зарэ» был показан в кинотеатре в 1926 году.
Кинотеатр был закрыт в апреле 2011 года.

## Здание
В конце 1940-х годов Яков Саргсян, директор Ереванского электролампового завода, предложил построить для работников ведомственный жилой дом. Здание было спроектировано Геворгом Таманяном (сыном знаменитого Александра Таманяна) и построено под руководством начальника строительного управления Григора Меликяна. В угловой части здания было решено обустроить кинотеатр, помимо того, одним из вариантов был магазин.
В 1954 году в здание перевезли старейший ереванский кинотеатр «Наири»

## Известные жители дома

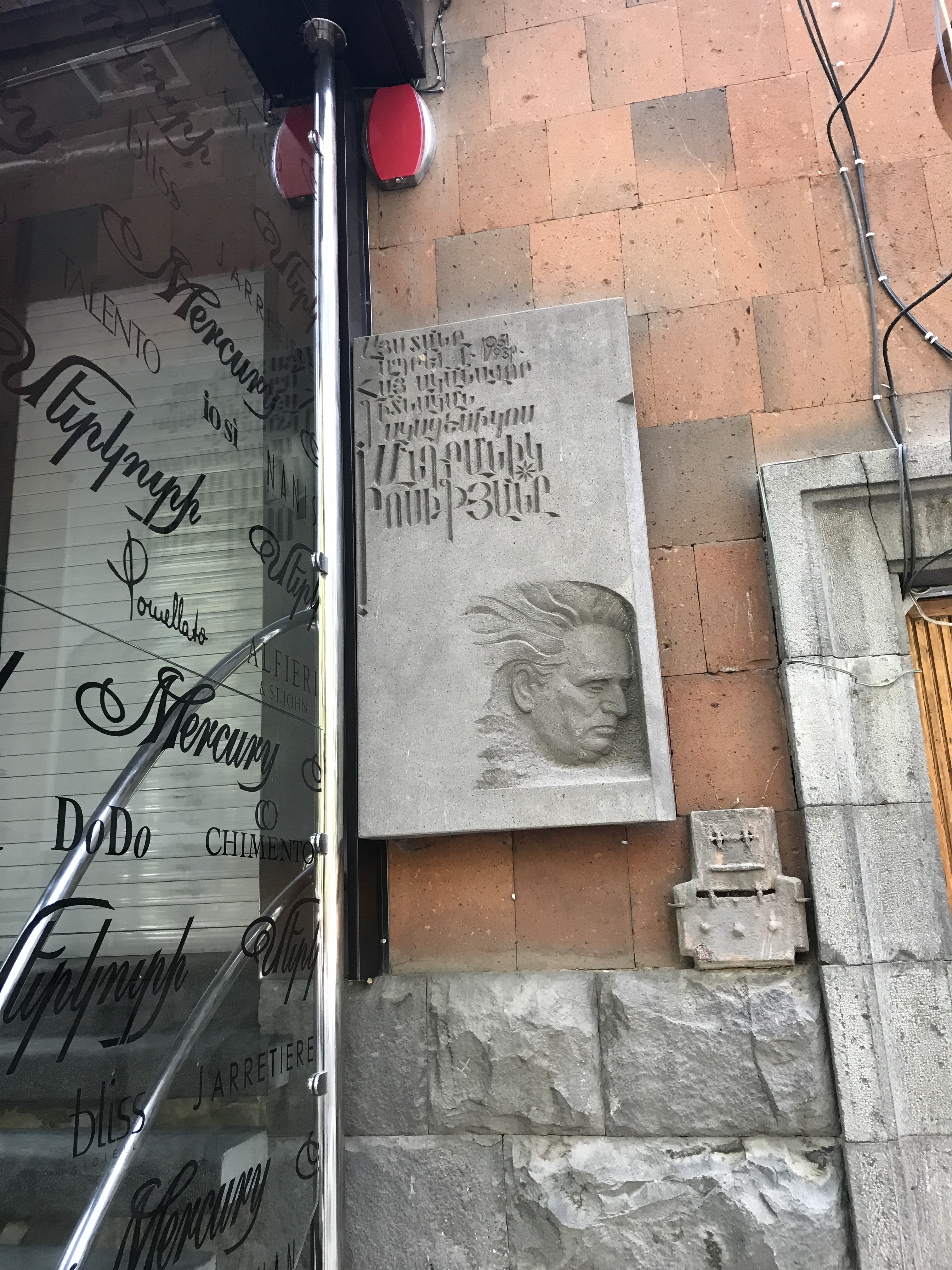
Мемориальная доска Андронику Иосифьяну на стене дома по проспекту Маштоца

С 1954 по 1993 год в доме жил знаменитый учёный в области электротехники, основатель советской школы электромеханики и один из основоположников советского ракетостроения и космонавтики Андроник Иосифьян. Мемориальная доска указывает, что Иосифьян жил в доме с 1931 по 1993 год, что является ошибкой, поскольку с 1931 года он жил в Ереване, а в данное здание переехал только после окончания его строительства.